# Andresito (Uruguay)
Andresito è un paese del dipartimento di Flores in Uruguay.